# Lista de helicópteros

## A

### A-B Helicopters
- A-B Helicopters A/W 95

### AAI
(American Aircraft International)
- AAI Penetrator

### Aero Products
(API/Aeronautical Products Inc)
- Aero Products A-1[1]
- Aero Products A-3[1]

### Aero
- Aero HC-2 Heli Baby-COMBAT
- Aero HC-3
- Aero HC-4
- Aero Z-35 Heli Trainer
- Aero F-10 Raptor

### Aero-Astra
(Aviatsionnyy Nauchno-Yekhnicheskiy Tsentr Aero-Astra (Aero-Astra))
- Aero-Astra Okhotnik 1
- Aero-Astra Okhotnik 2
- Aero-Astra Okhotnik 2M
- Aero-Astra Okhotnik 3

### Aero-Sport International
- Aero-Sport Kahu

### AeroDreams
- AeroDreams Chi-7

### Aerokopter
- Aerokopter ZA-6 San'ka
- Aerokopter AK1
- Aerokopter AK1-3 San'ka
- Aerokopter AK1-3CX
- Aerokopter AK1-5 San'ka

### Aeronautical Products
- Model 3 A-1

### Aerospace General
- Aerospace General Mini-Copter

### Aérospatiale
- Aérospatiale Alouette
- Aérospatiale Alouette II
- Aérospatiale Alouette III
- Aérospatiale Lama
- Aérospatiale Gazelle
- Aérospatiale Puma
- Aérospatiale Super Frelon

### Aerotecnica
- Aerotecnica AC.12
- Aerotecnica AC.14

### Agusta
- Agusta A109
- Agusta A129 Mangusta
- Agusta-Bell AB212
- Agusta A119 Koala
- Agusta/Sikorsky AS-61
- Agusta/Westland EH101

### AISA
- AISA GN

## B

### Bell
- Bell Model 47
- Bell Model 206 JetRanger
- Bell Model 206L-4 LongRanger
- Bell Model 430
- Bell UH-1 Iroquois (Huey)
- Bell UN-1N Iroquois (Twin Huey)
- Bell OH-58D Kiowa
- Bell AH-1 Cobra
- Bell AH-1 SuperCobra
- Bell/Boeing V-22 Osprey

### Boeing
- Boeing (McDonnell Douglas) AH-64 Apache
- Boeing CH-46 Sea Knight
- Boeing CH-47 Chinook
- Boeing (McDonnell Douglas) MD-500 Defender
- Boeing (McDonnell Douglas) Model 500E
- Boeing (McDonnell Douglas) Model 520
- Boeing (McDonnell Douglas) Explorer
- Boeing/Sikorsky RAH-66 Commanche

### Brantly
- Brantly B-1
- Brantly B-2
- Brantly-Hynes Model 305

## C

### Cicaré Helicopteros S.A.
- Cicaré CH-1
- Cicaré CH-2
- Cicaré CK.1
- Cicaré CH-3
- Cicaré CH-4
- Cicaré CH-5
- Cicaré CH-6
- Cicaré CH-7
- Cicaré CH-8
- Cicaré CH-9
- Cicaré CH-10
- Cicaré CH-11
- Cicaré CH-12
- Cicaré CH-14
- Cicaré CH-16

### Chu
- Chu Humming Bird Model A
- Chu Humming Bird Model B
- Chu CJC-3

## D

### Denel
- Denel (Atlas) Rooivalk
- Dornier Do-32

## E

### EHI
- EHI EH-101 Merlin
- EHI EH-101 Merlin Utility

### Enstrom
- Enstrom F28

### Eurocopter
- Eurocopter (Aerospatiale) SA 330 Puma
- Eurocopter AS 332 Super Puma
- Eurocopter AS 350/550/555 Ecureuil
- Eurocopter AS 365 Dauphin 2
- Eurocopter EC 135
- Eurocopter (Aerospatiale) SA 315B Lama II
- Eurocopter (Aerospatiale) SA 316/319 Alouette III
- Eurocopter (Aerospatiale) SA 341 Gazelle
- Eurocopter (MBB) BO-105
- Eurocopter Tiger

## F

### Fairchild Hiller
- FH-1100

## G

### GKN
- GKN Westland Lynx
- GKN Westland Sea King
- GKN Westland Wasp
- GKN Westland Wessex

## H

### HAL
- HAL Advanced Light Helicopter

### Hiller
- Hiller UH-12E

### Hynes
- Hynes H-5T

### Helibrás
- Helibrás AS-350B1

- Helibrás AS-350B2

## K

### Kaman
- Kaman K-max
- Kaman SH-2 SeaSprite

### Kamov
- Kamov Ka-8
- Kamov Ka-10 Hat
- Kamov Ka-15 Hen
- Kamov Ka-18 Hog
- Kamov Ka-20 Harp
- Kamov Ka-22 Hoop
- Kamov Ka-25 Hormone
- Kamov Ka-26 Hoodlum
- Kamov Ka-27 Helix A
- Kamov Ka-28
- Kamov Ka-29 Helix B
- Kamov Ka-31
- Kamov Ka-32 Helix C
- Kamov Ka-41
- Kamov Ka-50
- Kamov Ka-52 Hokum
- Kamov Ka-60
- Kamov Ka-118
- Kamov Ka-126
- Kamov Ka-137
- Kamov Ka-226

### Kawasaki
- Kawasaki XOH-1

## L

### Lockheed Martin
- Lockheed AH-56 Cheyenne

## M

### Mil
- Mil Mi-2 Hoplite
- Mil Mi-6 Hook
- Mil Mi-8 Hip
- Mil Mi-14 Haze
- Mil Mi-17 Hip (Substituto oficial do Mi-8)
- Mil Mi-24 Hind
- Mil Mi-26 Halo
- Mil Mi-28 Havoc
- Mil Mi-34 Hermit

### MD Helicopters
- MD 520 Notar
- MD 900 Explorer

## N

### NHi
- NHi NH-90

## P

### PZL
- PZL Swidnik W-3 Sokol
- PZL SW-4

## R

### Robinson
- Robinson R22
- Robinson R44
- Robinson R66

## S

### Schweizer Aircraft Corporation
- Schweizer 300C
- Schweizer 330
- Schweizer 333

### Sikorsky
- Sikorsky EH-60A Quick Fix-2
- Sikorsky HR2S-1W
- Sikorsky R-4
- Sikorsky R-5 / HO2S
- Sikorsky R-6
- Sikorsky S-1
- Sikorsky S-2
- Sikorsky S-51 / H-5 / HO3S
- Sikorsky S-52-1 / H-18
- Sikorsky S-52-2 / YH-18
- Sikorsky S-53
- Sikorsky S-54
- Sikorsky S-55 Chickasaw / HO4S / HRS
- Sikorsky S-56 / CH-37 Mojave / HR2S
- Sikorsky S-58
- Sikorsky S-58 / HSS Seabat / HUS Seahorse / CH-34 Choctaw
- Sikorsky S-58T
- Sikorsky S-59 / YH-39
- Sikorsky S-60 (SH-60 Seahawk)
- Sikorsky S-61 / SH-3 Sea King
- Sikorsky S-61N
- Sikorsky S-61R / CH-3 / HH-3 (os chamados Jolly Green Giants)
- Sikorsky S-62 / HH-52
- Sikorsky S-64 Skycrane
- Sikorsky S-65A/CH-53 Sea Stallion
- Sikorsky S-67
- Sikorsky S-69 / XH-59
- Sikorsky S-70 / UH-60 Black Hawk
- Sikorsky MH-60 Pave Hawk (versão gunship: AH-60L)
- Sikorsky S-70A / SH-60B Sea Hawk
- Sikorsky S-70A / SH-60F Ocean Hawk
- Sikorsky S-72 RSRA
- Sikorsky S-75 ACAP
- Sikorsky S-76
- Sikorsky S-76 Eagle
- Sikorsky S-76 Shadow (versão de testes para o futuro RAH-66)
- Sikorsky S-80 / CH-53E Super Sea Stallion
- Sikorsky S-92
- Sikorsky VS-300

## Y

### Yamaha Motor Company
Helicópteros não-tripulados:
- RMAX Type II - industrial
- RMAX Type II G (RMAX Type II with GPS) - industrial
- RCASS ou Remote Control Automatic Spray System  - agrícola
- R50 (L09) - industrial
- R50 (L092) - industrial

### Yakovlev
- Yakovlev Yak-24 (Designação NATO: "Horse")

## W

### Westland Aircraft
Desde 2000, Augusta Westland
- Westland Dragonfly
- Westland Lynx
- Westland Sea King
- Westland Scout
- Westland Sioux
- Westland Wasp
- Westland Wessex
- Westland Whirlwind
- Westland Widgeon

Com a Aérospatiale:
- Westland Puma
- Westland Gazelle

## Z

### Zaschka
- Zaschka-Rotationsflugzeug 1927 (Rotary Wing Aircraft)